# Вікове дерево глоду з ділянкою змішаного лісу, 300 років
Вікове дерево глоду з ділянкою змішаного лісу 300 років — ботанічна пам'ятка природи місцевого значення. Об'єкт розташований на території Запорізького району Запорізької області, Хортицьке лісництво, квартал №35, виділ №39.
Площа — 0,1 га, статус отриманий у 1984 році.